# Monteithiana
Monteithiana är ett släkte av tvåvingar. Monteithiana ingår i familjen hoppflugor.
Kladogram enligt Catalogue of Life:
| Monteithiana | \| \| Monteithiana cynthia \| \| \| \| \| \| Monteithiana dealata \| \| \| \| |
|              | \| \| Monteithiana cynthia \| \| \| \| \| \| Monteithiana dealata \| \| \| \| |
|              | Monteithiana cynthia                                                          |
|              |                                                                               |
|              | Monteithiana dealata                                                          |
|              |                                                                               |